# Pagine Libere
Pagine libere (sottotitolo: «rivista quindicinale di politica, scienza ed arte») è una rivista politica e culturale di matrice sindacalista rivoluzionaria, attualmente edita, con il sottotitolo «di Azione Sindacale», da Edizioni Sindacali, casa editrice del sindacato UGL.

## Storia
Fondata nel 1906 a Lugano per iniziativa di Angelo Oliviero Olivetti, «Pagine libere» fu, assieme a «Il Divenire sociale» di Roma (1905-1910), la principale rivista del sindacalismo rivoluzionario italiano fino al 1911, quando i dissensi interni dovuti alla posizione da prendere nei confronti della guerra italo-turca misero fine alla serie luganese. Questa serie diede ampio spazio alla parte letteraria. 

Rientrato in Italia, il direttore Olivetti riprese le pubblicazioni a Milano nel 1914 con lo scopo di promuovere l'intervento in guerra dell'Italia. La nuova serie, che durò dal 1920 al 1922, difese le idee del sindacalismo nazionale dell'UIL con articoli dichiaratamente antifascisti. Essa terminò allorché il direttore e fondatore Olivetti aderì al fascismo, iniziando quindi un'attiva e intensa collaborazione a «Il Popolo d'Italia» (1922). 
Nel secondo dopoguerra la rivista omonima fu l'espressione sindacale della Destra nazionale e poi, tramite Ivo Laghi, della CISNAL. Chiuse le pubblicazioni nel 1988.
La rivista ha ripreso le pubblicazioni nel settembre del 2023, sotto forma di bimestrale, ed è edita da Edizioni Sindacali, casa editrice del sindacato Unione Generale del Lavoro.

## Serie, sedi e sottotitoli
- Dicembre 1906-1911 (Lugano) : "Rivista quindicinale di politica, scienza ed arte"
- 1911-1º gennaio 1912 (Lugano) : "Rivista del sindacalismo italiano"
- 1914 (Milano) : "Rivista di critica, di politica, di cultura"
- 1920-1922 (Bergamo, Milano) : "Rivista quindicinale di politica, scienze ed arte"
- Maggio 1946-1952, 1956-1968 (Roma) : "Rivista mensile"
- 1984-1988 (Roma) : "Mensile culturale"
- 2023: "di Azione Sindacale"

## Direttori
- Angelo Oliviero Olivetti e Arturo Labriola (1906-1909)
- Angelo Oliviero Olivetti (1909-1910)
- Paolo Orano (1910-1911)
- Alceste de Ambris, Olivetti, Paolo Mantica (1911-1912)
- Angelo Oliviero Olivetti (1914)
- Angelo Oliviero Olivetti (1920-1922)
- Sospensione delle pubblicazioni (1923-1945)
- Vito Panunzio (1946-1953)
- Sospensione delle pubblicazioni (1953-1955)
- ....... (1956-1968)
- Ivo Laghi (1984-1988)
- Francesco Paolo Capone (dal 2023)

### Direttori letterari
- Francesco Chiesa (1906-1911)

### Direttori Editoriali
- Marcello Veneziani (1984-1997)
- Ada Fichera (dal 2023)

## Lista parziale di collaboratori

### 1906-1912
Ambito politico
- Robert Michels
- Hubert Lagardelle
- Sergio Panunzio
- Massimo Rocca
- Giulio Barni

Ambito letterario
- Filippo Tommaso Marinetti
- Guido Gozzano
- Massimo Bontempelli
- Federigo Tozzi
- Guido Marangoni
- Luciano Folgore
- Camillo Sbarbaro

### 1914, 1920-1922
- Alighiero Ciattini

### 1946-1968
- Giuseppe Maranini
- Giorgio Del Vecchio
- Ugo Spirito
- Fausto Gianfranceschi
- Giano Accame

### 1984-1998
- Marcello Veneziani

### dal 2023
- Gennaro Sangiuliano
- Marcello Veneziani
- Galeazzo Bignami
- Maurizio Sacconi
- Matteo Salvini
- Federico Mollicone
- Maurizio Castro
- Pietro Ichino
- Riccardo Pedrizzi
- Gennaro Malgieri
- Adolfo Urso